# Lawngtlai
Lawngtlai è una città dell'India di 15.673 abitanti, capoluogo del distretto di Lawngtlai, nello stato federato del Mizoram.

## Geografia fisica
La città è situata a 22° 31' 60 N e 92° 54' 0 E e ha un'altitudine di 689 m s.l.m.

## Società

### Evoluzione demografica
Al 2005 la popolazione di Lawngtlai assommava a 15.673 persone, delle quali 7.773 maschi e 7.900 femmine. Lawngtlai è l'unica città del Mizoram dove i cristiani sono in minoranza: secondo il censimento del 2001 erano 32.877 a fronte di 38.410 buddisti.